# Pascal Morgant
Pascal Morgant (* 23. August 1975) ist ein deutscher Handballtrainer und ehemaliger Spieler.

## Karriere
Pascal Morgant begann das Handballspielen in Möglingen. Später wechselte der Kreisläufer in die Jugendabteilung der TSG Oßweil. Im Erwachsenenbereich lief er  für die TSG Oßweil in der 2. Bundesliga auf. Im Jahre 1997 schloss sich Morgant, dessen Vater Franzose ist, dem Ligakonkurrenten Frisch Auf Göppingen an. 2001 stieg Morgant mit Frisch auf Göppingen in die Bundesliga auf. In der Saison 2004/05 ging er für den Regionalligisten VfL Waiblingen auf Torejagd. Anschließend schloss er sich dem Zweitligisten SV Salamander Kornwestheim an. In der Saison 2006/07 lief Morgant für den Nachfolgeverein HBR Ludwigsburg in der 2. Bundesliga auf. In der Saison 2007/08 war er beim TSB Schwäbisch Gmünd als Spielertrainer tätig.
Morgant kehrte 2008 zu Frisch Auf Göppingen zurück, um dort ein Nachwuchscenter aufzubauen. Weiterhin war er insgesamt fünf Jahre als Jugendkoordinator sowie als Trainer der U17-Mannschaft bei Frisch Auf tätig. 2013 übernahm er das Traineramt der Frauenmannschaft vom TV Nellingen, die in der 2. Bundesliga antrat. 2016 stieg Nellingen unter seiner Leitung in die Bundesliga auf. Ab der Saison 2018/19 trainierte er den Ligakonkurrenten Neckarsulmer Sport-Union. Nachdem Morgant im Januar 2020 seinen Vertrag nicht verlängerte, wurde er von seinen Aufgaben entbunden. Von der Saison 2020/21 bis zum November 2021 trainierte Morgant den Württembergligisten TSV Alfdorf/Lorch.